# Cronologia conflictului din Tigrai
Aceasta este o relatare a tuturor acțiunilor militare desfășurate în cadrul conflictului din Tigrai, un conflict armat în curs de desfășurare în Statul Tigrai din Etiopia, care a început la începutul lunii noiembrie 2020.

## 4 noiembrie
În dimineața zilei de 4 noiembrie 2020, forțele regionale de securitate tigrine, loiale Frontului de Eliberare Populară Tigrin (FEPT) au lansat un atac surpriză asupra sediului Comandamentului de Nord al Forței Naționale de Apărare a Etiopiei (FNAE) din Mekelle, capitala regiunii Tigrai. Un membru de rang înalt al comitetului central al FEPT, Sekoutoure Getachew, a confirmat că a fost efectuat un „atac preventiv” în „autoapărare”. În timpul atacului, s-a spus că mai multe persoane au fost ucise, mai multe proprietăți distruse, în timp ce altele au suferit răni și, potrivit guvernului etiopian, baza a fost jefuită de arme.
Ulterior, Abiy Ahmed, primul ministru al Etiopiei, a declarat că va fi lansată o ofensivă militară pentru a restabili statul de drept și autoritatea guvernului central. O stare de urgență în regiune a fost declarată pentru următoarele 6 luni. Serviciile de electricitate, telefonie și internet din Tigrai au fost închise de către autoritățile federale, deși s-a susținut că FEPT însăși le-ar fi închis. Administrația regională tigrină a amenințat că va riposta la orice formă de atac, întrucât interziceau toate aspectele transportului, inclusiv zborurile.
După închiderea serviciilor de telefonie și internet în Tigrai, Amnesty International a îndemnat autoritățile etiopiene să restabilească rapid comunicațiile, astfel încât să respecte drepturile oamenilor cu privire la libertatea de exprimare. ONU a cerut, de asemenea, o încetarea de urgentă a conflictului în creștere din regiune.

## 5 noiembrie
Pe 5 noiembrie, Debretsion Gebremichael, Administratorul Șef al statului Tigrai, a susținut că forțele tigrine au luat aproape toate armele de la baza armatei etiopiene. Debretsion a mai spus și că Nordicul Comandament a dezertat și i s-a alăturat rebelilor tigrini, însă această informație a fost respinsă de guvernul etiopian. Guvernul a anunțat și că forțele aeriene bombardau aproape de Mekelle, capitala tigrină.

## 6 noiembrie
La 6 noiembrie 2020, Abiy a dezvăluit că administrația sa a lansat un atac aerian împotriva forțelor din regiunea fortificată tigrină în mai multe locații. Potrivit anunțului lui Ahmed, rachetele și alte arme au fost grav avariate, împiedicând FEPT-ul să efectueze un răspuns substanțial asupra civililor. Cu toate acestea, prim-ministrul a acuzat FEPT-ul de „mândrie criminală și intransigență”, susținând că au respins eforturile guvernului federal de „mediere, reconciliere, dialog”. Mai mult, Sudanul și-a închis granițele cu Etiopia, iar Organizația Națiunilor Unite a solicitat ameliorarea imediată a tensiunilor și soluționarea pașnică a conflictului.

## 7 noiembrie
La 7 noiembrie 2020, parlamentul etiopian a votat pentru a aproba crearea unui guvern interimar pentru regiunea nordică tigrină, pentru a evita izbucnirea unui război civil în țară, pe măsură ce conflictul s-a intensificat în regiune. Guvernul tigrin a fost declarat ilicit în timpul sesiunii de urgență organizată de parlament. Declarația a fost făcută de Casa Federației, una dintre camerele parlamentare etiopiene, în conformitate cu legea. Separat, 10 oficiali ai orașului din capitală au fost reținuți, din cauza acuzațiilor de terorism, a anunțat primarul din Addis Abeba, Adaneci Abebe.

## 8 noiembrie
La 8 noiembrie, când ofensiva armatei etiopiene din regiune a intrat în a cincea zi, prim-ministrul Abiy Ahmed a anunțat înlocuirea mai multor oficiali de rang înalt din guvernul său. Șeful serviciului de informații al lui Abiy, șeful armatei și ministrul de externe au fost înlocuiți, deoarece armata a reluat noi runde de atacuri aeriene. Vicepremierul Demeke Mekonnen a ocupat funcția de ministru de externe, în timp ce șeful adjunct al armatei, Birhanu Jula, a fost promovat în funcția de șef de stat major al armatei. Fostul lider regional al Amharei, Temesgen Tiruneh a fost numit noul șef al serviciilor de informații. Ahmed nu și-a dezvăluit motivația din spatele efectuării modificărilor în biroul militar și de informații al administrației sale.

## 9 noiembrie
Pe 9 noiembrie, conducerea regiunii Tigrai a susținut că au fost efectuate peste 10 atacuri aeriene de către guvernul federal etiopian. Se crede că au murit sute de oameni în timpul conflictului, potrivit unor surse guvernamentale. În același timp, armata etiopiană ar fi pierdut sute de soldați ai armatei sale în bătălia inițială din Danșa. În noaptea aceea, până la 500 de civili ar fi fost uciși într-un masacru din orașul Mai Kadra. Amnesty International a arătat dovezi care sugerează că mai multe persoane au murit ca urmare a atacului cu macete și cuțite.

## 10 noiembrie
La 10 noiembrie, forțele de apărare etiopiene au ocupat părți din Tigrai, inclusiv aeroportul Humera. Se spune că mai multe trupe tigrine s-au predat armatei etiopiene în timpul preluării aeroportului. Președintele regiunii Tigrai, Debretsion Gebremichael, a raportat că armata eritreană a lansat atacuri la granița de nord. Această aserțiune a fost etichetată drept „falsă” de către generalul-maior Mohammed Tessema. Cel puțin 2.500 de etiopieni ar fi fugit din nordul Tigraiului în Sudanul vecin. Potrivit lui Alsir Khaled, șeful agenției sudaniene pentru refugiați din estul orașului Kassala, mulți soldați etiopieni s-au numărat printre refugiații care au fugit în Sudan.

## 11 noiembrie
Numărul refugiaților care au fugit în Sudan s-a înmulțit semnificativ la 11 noiembrie 2020, aproximativ 10.000 de refugiați trecând frontiera de când au început ostilitățile. Miercuri nici unul dintre beligerați nu a raportat alte știri despre progresele militare.

## 12 noiembrie
Amnesty International a raportat masacre care au avut loc în regiunea Tigrai. Raportul nu a putut identifica definitiv autorii masacrelor, dar martorii au dat vina pe rebelii tigrini pentru „tragedia oribilă” care a avut loc, în timp ce atacurile aeriene au continuat să lovească regiunea după ce premierul Ahmed a acuzat grupul politic de săvârșirea crimelor de război. Un grup de anchetatori trimiși de Comisia pentru Drepturile Omului din Etiopia era așteptat să viziteze orașul Mai Kadra din Tigrai, pentru a investiga omorurile în masă raportate.

## 13 noiembrie
La 13 noiembrie, Parlamentul etiopian l-a numit pe ministrul educației Mulu Nega pentru a îl înlocui Debretsion Gebremichael în funcția de președinte al regiunii Tigrai.
Mass-media Pro-FEPT a difuzat un discurs de-al lui Debretsion, în care acesta acuza guvernul etiopian că ar fi bombardat barajul Tekeze, întrerupând energia regiunii. Acest lucru a fost negat de guvern, care a spus că distrugerea rezervorului ar fi fost catastrofală și imediat sesizabilă.
Înaltul Comisariat al Națiunilor Unite pentru Refugiați a declarat că numărul etiopienilor care au fugit în Sudan a ajuns la peste 14.500.

## 14 noiembrie
Secretarul general al ONU, António Guterres, a avertizat că conflictul tigrin ar putea destabiliza întregul Corn al Africii. Peste noapte au fost raportate atacuri cu rachete în zona aeroportului Gondar, care a fost ușor deteriorat, și asupra aeropoartului din Bahir Dar; FEPT și-a asumat responsabilitatea. Getaciew Reda, purtătorul de cuvânt al FEPT-ului, a susținut că guvernul rebel va "efectua în curând atacuri cu rachete pentru a împiedica mișcările militare din Massawa și Asmara”. Guvernul federal a susținut că atacurile erau „indicative ale încercărilor FEPT-ului de ultimă instanță de a menține controlul”. De asemenea, guvernul a adăugat că atacul asupra aeroportului Bahir Dar a eșuat, deoarece ținta a fost ratată.
Mai târziu, în ziua respectivă, au existat rapoarte despre atacuri cu rachete în Asmara, capitala Eritreii, Ministerul Informațiilor și Aeroportul Internațional Asmara fiind lovite. Întreruperi de energie au fost raportate, iar unii locuitori au fugit din oraș.

## 15 noiembrie
A doua zi, Debretsion a confirmat că FEPT a bombardat aeroportul Asmara și că forțele sale au luptat cu forțele eritreene „pe mai multe fronturi” în ultimele zile. S-a raportat că numărul refugiaților care au fugit din Tigrai în Sudan a ajuns la 25.000.

## 16 noiembrie
Guvernul etiopian a declarat că forțele sale au luat sub control orașul Alamata, în vârful sud-estic al regiunii Tigrai. Purtătorul de cuvânt al Guvernului a spus că forțele FEPT au fugit, luând cu ei 10.000 de prizonieri. Nu a fost clar imediat cine erau acești prizonieri. Se spune, de asemenea, că forțele guvernamentale se îndreptau spre Humera, spre vestul regiunii Tigrai și la granița atât cu Sudanul, cât și cu Eritrea.

## 17 noiembrie
Premierul Abiy Ahmed a postat pe rețelele de socializare că forțele armate etiopiene erau pe cale să lanseze o ofensivă „finală și crucială” după „expirarea” unui termen de trei zile pentru ca autoritățile tigrine să se predea. Abiy a confirmat, de asemenea, atacurile aeriene din regiune, dar a spus că sunt „chirurgicale” și că nu vizează civilii.

## 18 noiembrie
Primul-ministru a declarat că armata etiopiană a capturat orașele Șire și Axum și înaintează spre Mekelle. Guvernul a raportat că forțele tigrine distrugeau poduri în apropierea orașului pentru a încetini înaintarea. Liderul tigrin a confirmat că soldații săi au pierdut teritorii, dar a spus că a fost un obstacol temporar și a negat distrugerea podurilor. Liderii rebeli au susținut, de asemenea, că nu se vor preda niciodată guvernului etiopian.
Poliția federală etiopiană a dezvăluit că au fost emise mandate de arestare pentru 76 de ofițeri de armată, sub acuzația de trădare. Ofițerii au fost acuzați că au conspirat cu liderii din regiunea Tigrai. Potrivit comisiei de poliție federală etiopiană, ofițerii au fost asociați cu atacul care a fost efectuat pe 4 noiembrie, de către forțele FEPT, asupra Comandamentului de Nord al armatei etiopiene.

## 19 noiembrie
Trupele federale au capturat orașul Șire de sub controlul FEPT-ului în timp ce forțele guvernamentale înaintau spre capitala regiunii Tigrai, Mekelle. Au existat rapoarte contradictorii despre statutul Axumului, ambele părți pretinzând că au control asupra orașului istoric, în timp ce alte mii de oameni au fugit în Sudan din regiunea Tigrai.
Șeful de stat major al armatei etiopiene, generalul Berhanu Jula, a susținut că directorul general al Organizației Mondiale a Sănătății (OMS), Tedros Adhanom Ghebreyesus, care este de origine etnică tigrină și membru al FEPT, a încercat să obțină arme pentru FEPT. Generalul Birhanu Jula l-a descris pe directorul general ca fiind un criminal și a cerut înlăturarea acestuia, deși nu a furnizat nicio dovadă care să susțină acuzațiile sale. Dr. Tedros a negat pe Twitter aceste acuzații. El a adăugat că nu a ales nicio parte și că susține doar pacea.